# OÖ Frauenliga
Die OÖ Frauenliga ist die höchste Spielklasse Oberösterreichs und die dritthöchste Spielklasse im österreichischen Frauenfußball. Der Bewerb wird vom Oberösterreichischen Fußballverband ausgerichtet. Der Oberösterreichische Meister ist für die 2. Liga Mitte/West startberechtigt, die beiden Letztplatzierten steigen in die Landesliga ab.

## Geschichte
1989–2000 Anfänge als OÖ Damenliga
| 1989/90                                                                                                   | SK Eintracht Wels     |
| 1990/91                                                                                                   | Union Kleinmünchen    |
| 1991/92                                                                                                   | Union St. Roman       |
| 1992/93                                                                                                   | Union Kleinmünchen II |
| 1993/94                                                                                                   | FC Münzkirchen        |
| 1994/95                                                                                                   | FC Münzkirchen        |
| 1995/96 K2                                                                                                | ATSV Sattledt         |
| OÖ. Frauenfußball Landesliga                                                                              |                       |
| 1996/97 K1                                                                                                | Union Kleinmünchen II |
| 1997/98                                                                                                   | Union Kleinmünchen II |
| 1998/99                                                                                                   | Union Kleinmünchen II |
| 1999/2000                                                                                                 | Union Kleinmünchen II |
| K1 Änderung des Meisterschaftsmodus und Umbenennung der Liga. K2 1995/96: Einführung der Dreipunkteregel. |                       |

In Oberösterreich wurde eine Damenliga Ende der 1980er Jahre vom Oberösterreichischen Fußballverband organisiert, an der acht Mannschaften, SK Eintracht Wels, die zweite Mannschaft von Union Kleinmünchen, ATSV Sattledt, Union St. Roman, Union St. Agatha, Union Engelhartszell, Union Ansfelden und SV Gramastetten teilnahmen. Ab 1996 wurde die Liga in Frauenfußball Landesliga umgetauft. Die Meister hießen bis 2000 sechs Mal Union Kleinmünchen, zweimal FC Münzkirchen und je einmal Eintracht Wels, Union St. Roman und ATSV Settled. In der Saison 1999/2000 stieg der Meister, das zweite Team von Union Kleinmünchen, in die neu gegründete 2. Division Mitte auf.
2000–2009 OÖ Liga (3. Spielklasse)
| Saison                                                        | Meister                        |
| OÖ. Frauenfußball 1. Klasse                                   | OÖ. Frauenfußball 1. Klasse    |
| ------------------------------------------------------------- | ------------------------------ |
| 2000/01 K1                                                    | UFC Peterskirchen/Andrichsfurt |
| 2001/02                                                       | SV Taufkirchen/Pram            |
| 2002/03                                                       | Union Kleinmünchen II          |
| 2003/04                                                       | keine Information              |
| 2004/05                                                       | ASKÖ Dionysen/Traun            |
| 2005/06                                                       | Union Geretsberg               |
| 2006/07                                                       | SU Wolfern                     |
| 2007/08                                                       | Wels FC                        |
| 2008/09                                                       | SV Taufkirchen/Pram            |
| K1 Änderung des Meisterschaftsmodus und Umbenennung der Liga. |                                |

Ab 2000 gliederte man die OÖ Liga in das österreichische Ligasystem als 3. Spielklasse ein. Im ersten Jahrzehnts des 2000er Jahres konnten UFC Peterskirchen/Andrichtsfurt, SV Taufkirchen/Pram, die zweite Mannschaft von Union Kleinmünchen, Union Geretsberg, ASKÖ Dionysen/Traun, Union Geretsberg zum zweiten Mal, SU Wolfern, Wels FC und SV Taufkirchen/Pram.
2009–2017 OÖ Frauenliga
| Saison        | Meister                 |
| OÖ Frauenliga | OÖ Frauenliga           |
| ------------- | ----------------------- |
| 2009/10       | Union Kleinmünchen II   |
| 2010/11       | SV Taufkirchen/Pram     |
| 2011/12       | SU Wolfern              |
| 2012/13       | Ladies Soccer Club Linz |
| 2013/14       | SV Garsten              |
| 2014/15       | Union Kleinmünchen II   |
| 2015/16       | SV Taufkirchen/Pram     |
| 2016/17       | SV Garsten              |

In den 2010er Jahren nannten sich die zweite Mannschaft von Union Kleinmünchen, der SV Taufkirchen/Pram, der SU Wolfern, der LSC Linz, der SV Garsten, die zweite Mannschaft von Union Kleinmünchen und der SV Taufkirchen und der SV Garsten zum zweiten Mal in diesem Jahrzehnt oberösterreichischer Frauenfußball-Landesmeister.
Seit 2017 LT1 OÖ Frauenliga
| Saison            | Meister                                           |
| LT1 OÖ Frauenliga | LT1 OÖ Frauenliga                                 |
| ----------------- | ------------------------------------------------- |
| 2017/18           | SPG Wolfern/Stadl-Paura                           |
| 2018/19           | SPG Wolfern/Garsten                               |
| 2019/20           | wegen COVID-19-Pandemie in Österreich abgebrochen |
| 2020/21           | SV Krenglbach                                     |
| 2021/22           | Linzer ASK                                        |
| 2022/23           | Linzer ASK                                        |
| 2023/24           | TSV Ottensheim                                    |
| 2023/24           | SPG Wallern/Krenglbach                            |

Die OÖ Frauenliga fand 2017 mit dem Privatsender LT1 einen Sponsor und nannte sich in LT1 OÖ Frauenliga um. Die Spielgemeinschaft SPG Wolfern/Stadl-Paura gewann die Frauenmeisterschaft unter dem neuen Sponsor. Es folgten die Spielgemeinschaft Wolfern/Garsten, der SV Krenglbach nach der COVID-19-Pandemie in Österreich, zweimal der Linzer ASK und der TSV Ottensheim.

## Bezeichnung (Sponsor)
Die OÖ Frauenliga wird seit der Saison 2017/18 mit einem Sponsor im Namenszug ausgetragen. Davor wurde die OO Frauenliga entweder OÖ. Frauenfußball 1. Klasse oder OÖ Frauenliga genannt.
- OÖ Damenliga: 1989/90–1995/96
- OÖ. Frauenfußball Landesliga: 1996/97–1999/2000
- OÖ. Frauenfußball 1. Klasse: 2000/01–2008/09
- OÖ Frauenliga: 2009/10–2016/17
- der Sponsor ist im Namenszugs in Verbindung mit 'OÖ Frauenliga ':
  - LT1 OÖ Frauenliga: seit 2017/18 (Namensgeber: LT1)

## Spielmodus
Die Liga umfasst maximal zehn Teams, wobei jeder Verein gegen jeden andere je ein Heim- und ein Auswärtsspiel bestreitet. Eine Saison umfasst insgesamt also maximal 18 Spieltage. Der nach Saisonende Tabellenerste ist für die Relegation zum Aufstieg in die zweitklassige 2. Liga mit den Meistern aus Salzburg, Tirol und Vorarlberg berechtigt.

## Teilnehmer
Folgende Vereine nehmen an der Saison 2024/25 teil:
| SPG Wallern/Krenglbach SPV Kematen-Piberbach / Rohr-Neuhofen TSV Ottensheim SG Steyr Damen Union Nebelberg | Union Dorf a. d. Pram ASV Niederthalheim Linzer ASK III SV Windischgarsten SPG Antiesenhofen/Ried |

## Die Titelträger
Folgende Vereine wurden in Oberösterreich Meister:
9 Meistertiteln
Union Kleinmünchen (1991, 1993 M1, 1997 M1, 1998 M1, 1999 M1, 2000 M1, 2003 M1, 2010 M1, 2015 M1)
3 Meistertiteln
Linzer ASK (2013, 2022, 2023) (inkl. Ladies Soccer Club Linz)
SV Taufkirchen/Pram (2009, 2011, 2016)
2 Meistertiteln
SV Krenglbach (2021) inkl. SPG Wallern/Krenglbach (2025)
SV Garsten (2014, 2017)
Sportunion Wolfern (2007, 2012)
FC Münzkirchen (1994, 1995)
1 Meistertiteln
| TSV Ottensheim (2024) SPG Wolfern/Garsten (2019) SPG Wolfern/Stadl-Paura (2018) Wels FC (2008) Union Geretsberg (2006) | ASKÖ Dionysen/Traun (2005) SV Taufkirchen/Pram (2002) UFC Peterskirchen/Andrichsfurt (2001) ATSV Sattled (1996) Union St. Roman (1992) SK Eintracht Wels (1990) |